# Балтасар Барейра
Балтасар Барейра (порт. Baltasar Barreira; 15 березня 1531 — 4 червня 1612) — португальський єзуїт, місіонер в Африці.

## Біографія
Член Товариства Ісуса, він був першим місіонером, що прибув до Анголи, де за десять років йому вдалося охрестити близько 20 000 осіб. З 1605 року працював над євангелізацією Сьєрра-Леоне, де йому вдалося навернути місцевого правителя і його підданих.
Виступав проти работоргівлі та намагався заснувати в Африці семінарію для підготовки місцевих священників.
Біографи, що описують його португальське служіння, особливо хвалять його співчуття та турботу про хворих під час епідемії чуми в Лісабоні у 1569 році.
Повернувся на батьківщину у 1609 році.
Був лицарем ордена Христа.